# Stor-Njallajaure
Stor-Njallajaure är en sjö i Jokkmokks kommun i Lappland och ingår i Råneälvens huvudavrinningsområde. Sjön har en area på 0,119 kvadratkilometer och ligger 318,3 meter över havet.

## Delavrinningsområde
Stor-Njallajaure ingår i det delavrinningsområde (739558-172469) som SMHI kallar för Ovan Skaitebäcken. Medelhöjden är 367 meter över havet och ytan är 54,04 kvadratkilometer. Det finns inga avrinningsområden uppströms utan avrinningsområdet är högsta punkten. Sör-Lillån (Aimobäcken) som avvattnar avrinningsområdet har biflödesordning 2, vilket innebär att vattnet flödar genom totalt 2 vattendrag innan det når havet efter 139 kilometer. Avrinningsområdet består mestadels av skog (83 procent) och sankmarker (14 procent). Avrinningsområdet har 1,19 kvadratkilometer vattenytor vilket ger det en sjöprocent på 2,2 procent.